# Paramerina fragilis
Paramerina fragilis är en tvåvingeart som först beskrevs av Walley 1925.  Paramerina fragilis ingår i släktet Paramerina och familjen fjädermyggor. Inga underarter finns listade i Catalogue of Life.